# Kornél Ábrányi
Kornél Ábrányi (Szentgyörgyábrány, 15 ottobre 1822 – Budapest, 20 dicembre 1903) è stato un compositore, musicologo e pianista ungherese.
Fu il padre del letterato Emil Ábrányi.
Studiò con Fryderyk Chopin e Friedrich Kalkbrenner. Nel 1860 fondò il primo periodico musicale ungherese Zenészeti Lapok. Scrisse un trattato d'armonia, del 1874, rielaborato nel 1881, e una storia della musica, del 1886.